# Rio Bugheanu
O Rio Bugheanu é um rio da Romênia afluente do Rio Râuşorul, localizado no distrito de Argeş.